# Gaston Trannoy

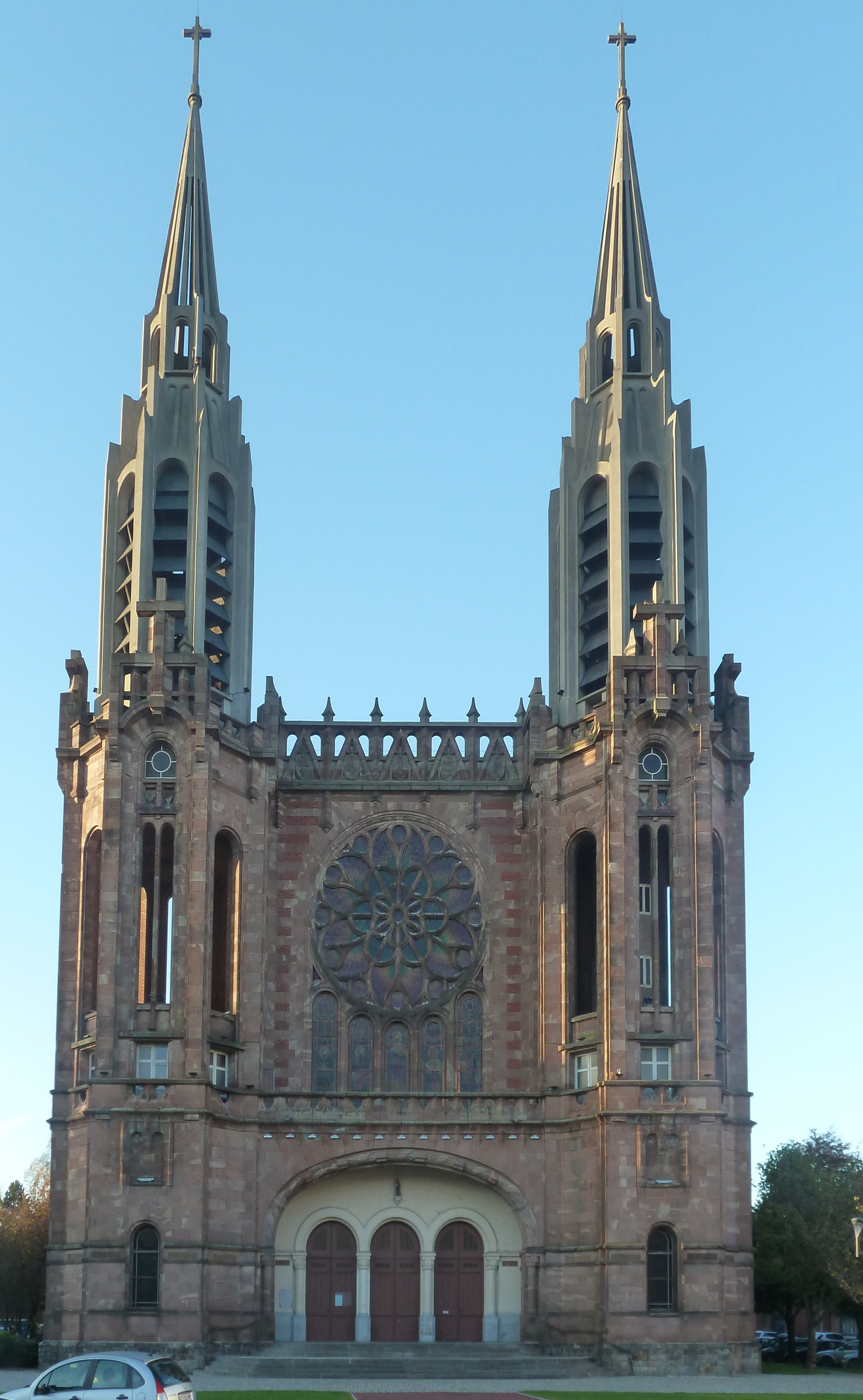
L'église Notre-Dame du Sacré-Cœur, Armentières

Gabriel Gaston Trannoy, né à Charenton-le-Pont le 29 mars 1880 et mort à Saint-Martin-en-Campagne le 10 mars 1955, est un architecte de Marcq-en-Barœul et Lille.

## Biographie
Il commence sa formation à l'École nationale des arts et métiers de Cluny. Il est ensuite élève de Marcel Lambert à l’École nationale supérieure des beaux-arts. Il est diplômé en juin 1909
Il commence sa carrière à Charenton-le-Pont puis à Bucarest avec Dimitrie Maimarolu (en) jusqu’au début de la première guerre mondiale. Mobilisé, il est blessé à Ypres durant la guerre. Après la guerre, il devient architecte en chef de la reconstruction pour le département du Nord. Il est fait chevalier de la Légion d’honneur en 1923.
Il s’installe ensuite comme architecte à Marcq-en-Barœul puis à Lille ou il réalise un grand nombre de projets souvent en béton armé.
Son fils Paul Trannoy, né en 1907, suit les traces de son père à l’École nationale supérieure des beaux-arts, puis il s’installe architecte à Paris et au Portel.

## Principales réalisations
- 1922-1940 Restaurant l’Huîtrière, 3 rue des Chats-Bossus à Lille[3],[4]
- 1925 Extension du théâtre, construit par Louis Six, rue de Villars à Denain[5]
- 1927-1928 Reconstruction de l'église Notre-Dame du Sacré-Cœur (nl) d'Armentières[6]
- 1930 Salle des fêtes et bains douches municipaux, Bertry
- 1932 Hospice municipal et maternité, Somain[7]
- 1932 Église Saint-Michel de Quesnoy-sur-Deûle[8]
- 1936-1937 Hôtel de ville de Marcq-en-Barœul avec René Gobillon